# Pseudostrangalia cruentata
Pseudostrangalia cruentata là một loài bọ cánh cứng trong họ Cerambycidae.